# 伊利耶·维尔德茨
伊利耶·维尔德茨（Ilie Verdeţ）（1925年5月10日—2001年3月20日）罗马尼亚政治人物。曾任罗马尼亚共产党中央政治执行委员会委员、常设局委员，罗马尼亚总理（1979-1982），国务委员会副主席（1982），社会主义劳动党主席（1990-2000）。

## 生平
维尔德茨生于巴克乌县科默内什蒂，12岁时就辍学跟随病重的父亲在煤矿厂当矿工。1945年加入罗马尼亚共产党。在布加勒斯特经济研究学院和“斯特凡·乔治乌”社会政治学院（罗共中央高级党校）毕业后，进入煤矿和工会党组织工作。1948-1954年先后担任列什查、鲁郭日、卡兰塞贝什等市党委领导，1954-1964年任罗共胡内多阿拉州委第一书记。1964年8月在布加勒斯特任罗共中央组织部副部长，成为尼古拉·齐奥塞斯库的副手。
1965年3月格奥尔基·乔治乌-德治死后，维尔德茨作为中央书记处书记，进入中央领导层，他帮助齐奥塞斯库获得罗共中央总书记职位。不久以后7月在罗共九大上，维尔德茨被提升为中央政治执行委员会候补委员和部长会议第一副主席（1965年7月24日-1975年3月18日）。
1977年1月-1986年6月升任罗共中央政治执行委员会常设局委员（相当于中央政治局常委）。1977年10月任劳动人民委员会副主席，齐奥塞斯库派他解决1977年的九谷矿工罢工，但无法协商并被扣为人质达两天(之后他否认)。
1978年3月7日-1979年3月30日任政府第一副总理兼国家计划委员会主席（1977年5月9日开始担任）。1979年3月30日-1982年5月20日任政府总理，总理任内与齐奥塞斯库发生意见分歧。齐奥塞斯库夫人埃列娜·齐奥塞斯库作为第一副总理也屡屡干预维尔德茨的政府首脑职权。1982年5月，因无法执行齐奥塞斯库的高指标政策，被齐指责为“软弱无能”，解除了总理职务，由康斯坦丁·德斯克列斯库接任总理。
1982年5月-10月任国务委员会副主席。1982年10月-1986年6月中央书记处书记兼中央经济和社会活动工人监督委员会主席。1985年10月18日-1986年6月20日任矿业部长。1985年12月被解除中央书记职务。1986年6月任罗共中央检查委员会主席。
1989年12月齐奥塞斯库被推翻，维尔德茨宣称自己是临时政府领导人，试图接管政权，组建新政府，并自任政府首脑，但它只持续了大约20分钟，就立刻被反对派示威者推翻并驱逐出罗共中央大楼。扬·伊利埃斯库成立罗马尼亚救国阵线委员会并任主席。
1990年11月16日维尔德茨创建社会主义党（Partidul Socialist al Muncii），并与劳动民主党合并为社会主义劳动党，维尔德茨任主席，参加1992年的议会选举，但在随后的选举中未能赢得任何席位。他继续担任主席，直到2000年11月议会选举中，社会主义劳动党未能达到修改后的《选举法》所规定的5%的单一政党最低得票率，再度失利，成为非议会型政党，逐渐失去影响力，之后他辞去主席职务，但作为社劳党的创始人，被选为党的名誉主席。 
维尔德茨和他的妻子雷吉娜(齐奥塞斯库的妹妹)于1947年结婚。他们有两个女儿: 多依娜（Doina） (b. 1948)和塞扎琳娜（Cezarina） (b. 1953)。
他2001年在布加勒斯特死于心脏病，享年76岁。